# Enthiran 2
2.0 es una película de acción de ciencia ficción en lengua tamil de 2018, dirigida por S. Shankar, quien la coescribió con B. Jeyamohan y Madhan Karky. Producida por Subaskaran bajo el sello de Lyca Productions. Como segunda entrega de la franquicia Enthiran, 2.0 es una secuela independiente de Enthiran (2010), con Rajinikanth retomando los papeles de Vaseegaran y Chitti el Robot, junto a Akshay Kumar como Pakshi Rajan y Amy Jackson como Nila. También aparecen Sudhanshu Pandey, Adil Hussain, Kalabhavan Shajohn y K. Ganesh en papeles secundarios. La banda sonora está compuesta por A. R. Rahman, con letras escritas por Madhan Karky y Na. Muthukumar. La película sigue el conflicto entre Chitti, el robot humanoide una vez desmantelado, y Pakshi Rajan, un antiguo ornitólogo que busca vengarse de los usuarios de teléfonos móviles para evitar la disminución de la población de aves.
Producido con un presupuesto estimado de ₹ 500 crore  a ₹ 570 crore , 2.0 es la segunda película india más cara hasta la fecha y la película india más cara en el momento de su estreno.  La producción comenzó en 2015, con la fotografía principal realizada en AVM Studios ese mismo año. El primer horario fue filmado en EVP World. Las escenas se rodaron principalmente en la India, especialmente en el Madras Boat Club de Chennai y en el estadio Jawaharlal Nehru de Delhi . El rodaje se completó en agosto de 2017. La película es la primera en el cine indio filmada de forma nativa en 3D, que fue realizada por el director de fotografía Nirav Shah . La película se rodó principalmente en tamil, mientras que Akshay Kumar y los diálogos de algunos actores se rodaron en hindi. Legacy Effects hizo su regreso para construir maquillaje protésico y animatrónicos, con efectos visuales supervisados por V. Srinivas Mohan . La edición estuvo a cargo de Anthony y el diseño de producción estuvo a cargo de T. Muthuraj .
2.0 se lanzó en todo el mundo en formato 3D y convencional el 29 de noviembre de 2018, junto con su versión doblada al hindi y al telugu. Recibió críticas en su mayoría positivas con elogios dirigidos a la trama de la película, los efectos visuales, las actuaciones de Rajinikanth y Akshay Kumar, la dirección, las secuencias de acción y el mensaje social, aunque recibió algunas críticas por su guion, música y humor. La película ganó ₹ 117,34 millones de rupias (US $ 15 millones) en todo el mundo en su primer día, que fue el segundo más alto para una película india. La película superó los 520 millones de rupias (equivalente a 591 millones de rupias o 74 millones de dólares estadounidenses en 2020) en su primer fin de semana para ser la película más taquillera del mundo esa semana.. 2.0 es la sexta película más taquillera de la India y la octava película india más taquillera del mundo .

## Argumento
2.0 comienza con un hombre desconocido que camina tristemente y se cuelga de una torre de telefonía móvil. Luego, la historia cambia al Dr. Vaseegaran, quien recientemente construyó una nueva asistente humanoide androide llamada Nila, abreviatura de "Asistente agradable, inteligente y cariñosa" después de 8 años, y la presenta a un grupo de estudiantes universitarios, donde les dice a los estudiantes lo que ella puede hacer, y también recuerda a Chitti, su creación anterior que fue desmantelada después de un error; Nila se construyó en respuesta al . Poco después, todos los teléfonos móviles de la ciudad vuelan hacia el cielo, provocando el pánico entre el público. Se reúne un consejo para discutir el fenómeno, en el que Vaseegaran sugiere reactivar a Chitti. Sin embargo, el plan se opone a un miembro del consejo, Dhinendra Bohra, cuyo padre fue asesinado por Chitti hace unos años. Sin embargo, después de que los teléfonos celulares se juntan en un enjambre y matan a tres personas de la industria: el empresario Manoj Lulla, el ministro de telecomunicaciones Vairamurthy y el propietario de la sala de exhibición de teléfonos celulares Jayanth Kumar, el ahora aterrorizado ministro del Interior, S. Vijay Kumar, le da permiso a Vaseegaran para reactivar Chitti.
El enjambre de teléfonos celulares destruye las torres de telefonía alrededor de la ciudad y causa estragos en el público. Un Chitti recién activado y mejorado lucha contra él en la ciudad y lo destruye con una explosión. Los teléfonos restantes se retiran y reforman. Chitti se queda sin batería y se recarga entre tres antenas en una estación espacial. El enjambre intenta seguir pero es repelido por las antenas.
Chitti informa a Vaseegaran sobre este incidente y confirma que los teléfonos están alimentados por un aura, específicamente una masa concentrada de carga negativa con propiedades electromagnéticas. Dado que la estación espacial transmitía iones cargados positivamente al espacio, el enjambre fue repelido. Vaseegaran construye un sintetizador de fotones que proyecta carga positiva para neutralizar la carga del ave. El grupo se enfrenta al enjambre y le quita el poder. Los teléfonos toman una forma humanoide, como el ornitólogo fallecido Pakshi Rajan.
Chitti conversa con Pakshi mientras intenta destruir el sintetizador, en el que un flashback revela que Pakshi protestó contra el uso de teléfonos móviles modernos, cuya radiación causó la muerte masiva de aves, especialmente cerca de su santuario de aves y su hogar en Thirukazhukundram . Las protestas de Pakshi son desestimadas por el público que se burla de él. Las aves de toda la ciudad, incluido el santuario de Pakshi, mueren, incluidos los pollitos recién nacidos. Incluso una investigación judicial parece no haber encontrado violaciones debido a la manipulación de las compañías de telecomunicaciones, lo que lo lleva al suicidio. El espíritu cargado negativamente de Pakshi vuelve a despertar por la radiación que emite la torre. Al absorber las almas de los pájaros muertos, se convierte en una entidad vengativa que promete vengar la muerte de los pájaros y cambiar la actitud de las personas hacia los pájaros y el medio ambiente.
CChitti empatiza con Pakshi, pero intenta convencerle de que no haga daño al público, ya que no todo el mundo está causando la muerte de los pájaros, pero Pakshi lo niega y afirma que nadie es inocente, y declara que desea castigar su ignorancia. Sin más remedio, Chitti consigue capturar y contener a Pakshi después de mucho esfuerzo. Vaseegaran es felicitado por el país, y la noticia se difunde al consejo que decide construir un ejército de robots como Chitti para el ejército. Sin embargo, Dhinendra, enfadado por la victoria de Chitti, libera el espíritu de Pakshi del vehículo sintetizador. Pakshi, ahora libre y con ganas de seguir con su misión, va directamente a la casa de Vaseegaran, lo posee y ataca de nuevo al público. Chitti y Nila llegan para ver el caos por todas partes y Chitti va a enfrentarse a Vaseegaran, sólo para darse cuenta de que Pakshi se ha apoderado de su cuerpo. Chitti vacila en atacar a Pakshi, ya que eso haría que Vaseegaran muriera también, ya que su cuerpo está ocupado por Pakshi. Incluso impide que los militares maten a Pakshi. Aprovechando el respeto de Chitti hacia Vaseegaran, Pakshi se burla y desmantela su. Vaseegaran le da una idea a Nila escribiendo algo en la chatarra de un coche, pero no queda claro porque Pakshi sale volando. Nila va a comprobar el mensaje, y ve "2.0" escrito en él. Inmediatamente, Nila va al laboratorio de Vaseegaran y reprograma a Chitti a su alter ego 2.0, visto anteriormente hace 8 años, y lo altera para que no haga daño al público y sólo luche contra Pakshi.
Pakshi, ahora en la forma de Vaseegaran, va a un estadio de fútbol con 80 000 personas y las atrapa en él, mientras mata a Dhinendra, que estaba presente, concentrando la radiación de múltiples torres de telefonía móvil e incinerándolo vivo, a pesar de que lo liberó. Chitti llega con un ejército de robots y se enfrenta a Pakshi. Pakshi intenta burlarse de él utilizando a Vaseegaran, pero a Chitti no le importa esta vez, ya que esta versión de él odiaba a Vaseegaran, y lucha contra la forma de pájaro de Pakshi; asumen formas gigantes y luchan. Al principio, Chitti lleva la delantera, pero Pakshi golpea a Chitti en el pecho, donde está su CPU, y lo lanza. Chitti se queda sin carga y Pakshi se convierte en su forma alada y crea varios drones pájaros. Los drones despedazan a Chitti y a sus compañeros, pero antes de que Pakshi pueda convocar la radiación y continuar con su plan, es interrumpido por un robot del tamaño de una figura de acción "Kutti 3.0", que fue creado por Chitti. Liberados en el estadio por Nila, los robots Kutti se montan en palomas y amenazan con hacerlas volar hacia el rayo de radiación de Pakshi, obligando a éste a retirarse. Los Kuttis se autodestruyen y destruyen los drones de Pakshi. Después de que Vaseegaran sea liberado de la posesión de Pakshi, ésta es conducida a la estación espacial donde es destruida.
Vaseegaran se recupera en el hospital y le dice a Vijay Kumar que siente que Pakshi fue una persona virtuosa que se convirtió en víctima de la sociedad corrupta. Sugiere que reduzcan y controlen la radiación de los teléfonos celulares para garantizar que la tecnología no amenace a los seres vivos. Vijay Kumar promete aprobar esto en la próxima audiencia del Parlamento. Chitti, ahora restaurada a su versión original, comienza una relación con Nila cuando ellos y los otros robots van a informar a la sede de Delhi.
En una escena posterior a los créditos, Sana le pregunta a Vaseegaran por teléfono sobre las probabilidades de que los teléfonos móviles vuelvan a volar. Inmediatamente, el móvil de Vaseegaran sale volando de su mano y se transforma en Kutti 3.0, diciendo: "Soy tu nieto".

## Reparto
- Rajinikanth en papeles triples como
  - Dr. Vaseegaran, un científico de robótica que creó un humanoide sofisticado a su semejanza con el deseo de comisionarlo en el ejército indio. Presentó al robot como Chitti. [lower-alpha 2]
  - Chitti, un robot "andro-humanoide" avanzado. Fue diseñado con una capacidad de velocidad de 1 Terahertz (Hz) y una capacidad de memoria de 1 Zettabyte. Se le ve en la franquicia como la versión 1.0 y la versión 2.0.
  - Chitti 3.0, también conocido como Kutti[3] un microbot creado por Chitti 2.0, que puede transformarse y disfrazarse de teléfono móvil.
- Akshay Kumar como Pakshi Rajan

Pakshi Rajan, un ornitólogo que dirigía un santuario de aves, protesta por el uso excesivo de los teléfonos móviles, ya que teme que las radiaciones electromagnéticas de alta frecuencia de los emplazamientos celulares amenacen la vida de las aves. Lo comunica a Jayanth, el ministro de telecomunicaciones, y a Manoj, pero éstos se desentienden del asunto intencionadamente. Profundamente frustrado, Pakshi se cuelga hasta morir de una torre de telefonía móvil. Ahora su aura, combinada con la energía negativa de los pájaros fallecidos, puede controlar los teléfonos móviles con la radiación electromagnética, que resulta ser considerada una quinta fuerza.
- Amy Jackson como Nila

Un robot humanoide doméstico y femenino creado por Vaseegaran, cuyo nombre es una contracción de "Nice, Intelligent, Lovely Assistant". Este robot está destinado a ser un amigo, ayudante y cuidador. Puede conducir, realizar análisis forenses, saltar paredes y desactivar alarmas electrónicas. Posteriormente, se enamora de Chitti.
- Sudhanshu Pandey como Dhinendra "Dhina" Bohra[5]

Un científico y el hijo del Dr. Bohra, [lower-alpha 2] quien una vez fue asesinado por Chitti. Después de la muerte de su padre, Dhina asume que el robot es el alter ego de Vaseegaran y desea vengarse de él. Él pasa a ser la primera persona en expresarse en contra de la reincorporación de Chitti en la reunión de gobierno. Más tarde, también se pone celoso del resurgimiento de Chitti y, colándose en el Instituto AIRD, libera el aura de Pakshi del circuito de contención, solo para ser asesinado por él más tarde por usar un teléfono celular.
- Adil Hussain como Ministro S. Vijay Kumar[6]

El Ministro del Interior que da permiso extraoficial a Vaseegaran para la reactivación de Chitti.
- Ishari K. Ganesh como Jayanth Kumar
- Kalabhavan Shajohn como Vaira Moorthy, Ministra de Telecomunicaciones[7]
- Kaizaad Kotwal como Manoj Lulla
- Anant Mahadevan como líder de la reunión
- Mayilsamy como Balu, la asistente personal de Vaira Moorthy
- Michael Muthu como oficial de policía
- Priya Prince como la madre de Pakshi Rajan
- Mayur Bansiwal como el padre de Pakshi Rajan
- Sanchana Natarajan como estudiante visitando el laboratorio de Vaseegaran
- Maya S. Krishnan como estudiante visitando el laboratorio de Vaseegaran
- Md Jakir Hossain como policía
- Murali Satagopan como estudiante visitando el laboratorio de Vaseegaran
- Avijit Dutt como el Dr. Sam
- Adithya Shivpink como usuario de teléfono móvil
- Anitha Sampath como lectora de noticias
- Aishwarya Rai como Sana Vaseegaran (voz cameo) (voz en off tamil y telugu de Savitha Reddy )

## Producción

### Desarrollo

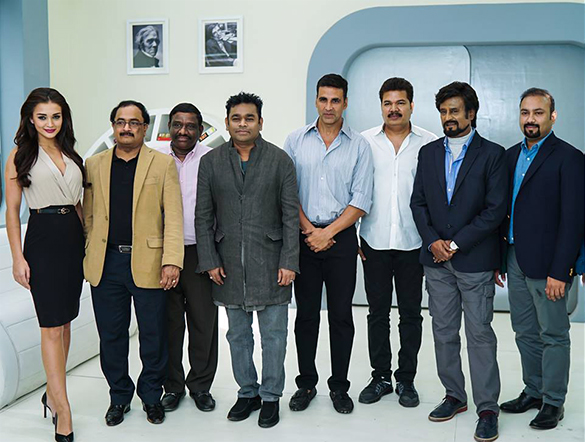
El elenco y el equipo de 2.0 incluye a los actores Rajinikanth, Akshay Kumar, Amy Jackson, el director S. Shankar, el productor Allirajah Subaskaran y el director musical AR Rahman.

El éxito comercial de Enthiran (2010) llevó a los realizadores de la película a considerar inmediatamente hacer una secuela. En marzo de 2011, el director de fotografía de la película original, Rathnavelu, reveló que el trabajo inicial de preproducción de una secuela había comenzado con el mismo equipo técnico. S. Shankar, el director de Enthiran, pasó a trabajar en Nanban (2012) y yo (2015) y planeó reunirse con los mismos productores cuando se estrenó el original, y Shankar reveló que no estaba seguro de si la película "sucederá". en absoluto" durante una entrevista en 2014. Mientras terminaba la producción de I, Shankar redactó los guiones de tres largometrajes más, incluida una secuela de Enthiran .
Según los informes, el trabajo de preproducción de la película comenzó en junio de 2015 y Lyca Productions decidió financiar el proyecto. Junto con Shankar y Rajinikanth, el compositor AR Rahman y el editor Anthony permanecieron en el equipo de desarrollo de la secuela, mientras que Jeyamohan se agregó para escribir el guion . Shankar también comenzó a informar al director de arte de la película, T. Muthuraj, y al supervisor de efectos visuales, V. Srinivas Mohan, sobre su participación en la película. Shankar había preguntado inicialmente sobre la disponibilidad de KV Anand . Esto fue antes de que Nirav Shah se uniera al equipo técnico como director de fotografía a mediados de 2015 y visitara estudios especializados en los Estados Unidos para investigar métodos de filmación para tomas en 3D.
Jeyamohan terminó de trabajar en el guion de la película en septiembre de 2015 y reveló que la historia sería una continuación directa de la película de 2010, y que la filmación solo comenzaría después de la finalización de los compromisos de Rajinikanth en Kabali (2016). El guionista de la película original, Madhan Karky, ayudó a Jeyamohan en algunos de los diálogos más técnicos del guion. Si bien la película incluye personajes y referencias a eventos de su predecesora, es principalmente una secuela independiente . Un comunicado de prensa que coincidió con el inicio del rodaje de la película también reveló que Resul Pookutty se encargaría del diseño de sonido, Legacy Effects se encargaría del trabajo de animatrónicos y Mary E. Vogt diseñaría el vestuario especial. El coreógrafo de acrobacias Kenny Bates y los especialistas en efectos visuales John Hughes y Walt Jones de Tau Films también fueron contratados para trabajar en la película. Sin ajustar la inflación, 2.0 fue la película india más cara en el momento de su estreno.

### Fundición

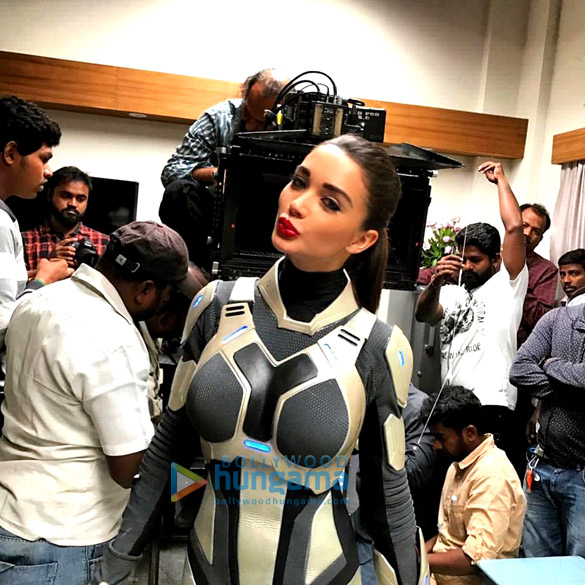
Amy Jackson interpreta a Nila, un robot humanoide femenino.

Shankar mantuvo conversaciones iniciales con Kamal Haasan, Aamir Khan y luego con Vikram sobre interpretar otro papel, aunque ninguno de los tres actores firmó para aparecer en la película. Posteriormente, el equipo mantuvo conversaciones con el actor de Hollywood Arnold Schwarzenegger para el papel, quien accedió a trabajar en la película por una remuneración récord. Luego, los creadores optaron por no firmar a Schwarzenegger, aunque ha habido razones contradictorias con respecto a esta decisión. [lower-alpha 3] La actriz británica Amy Jackson firmó para trabajar en la película en octubre de 2015 y visitó Los Ángeles como parte del trabajo de preproducción del equipo. A fines de noviembre de 2015, Rajinikanth también viajó a Los Ángeles para reunirse con los productores de la película y completar las pruebas de vestuario y el trabajo inicial de efectos de captura de movimiento para la película. Después de más negociaciones con actores como Hrithik Roshan y Neil Nitin Mukesh, los realizadores contrataron a Akshay Kumar para interpretar el papel para el que se consideró inicialmente a Schwarzenegger.
Sudhanshu Pandey se unió al elenco de la película en marzo de 2016 y reveló que interpretaría a un científico hijo del profesor Bohra de la película original. Adil Hussain comenzó a trabajar en la película en julio de 2016 y, como parte de su papel, llevó a cabo una extensa investigación sobre la vida de los reporteros. En septiembre de 2016, el actor malayalam Kalabhavan Shajohn confirmó que había hecho una prueba para un papel en la película después de que Shankar quedara impresionado con su actuación en Drishyam y lo contratara.

### Rodaje

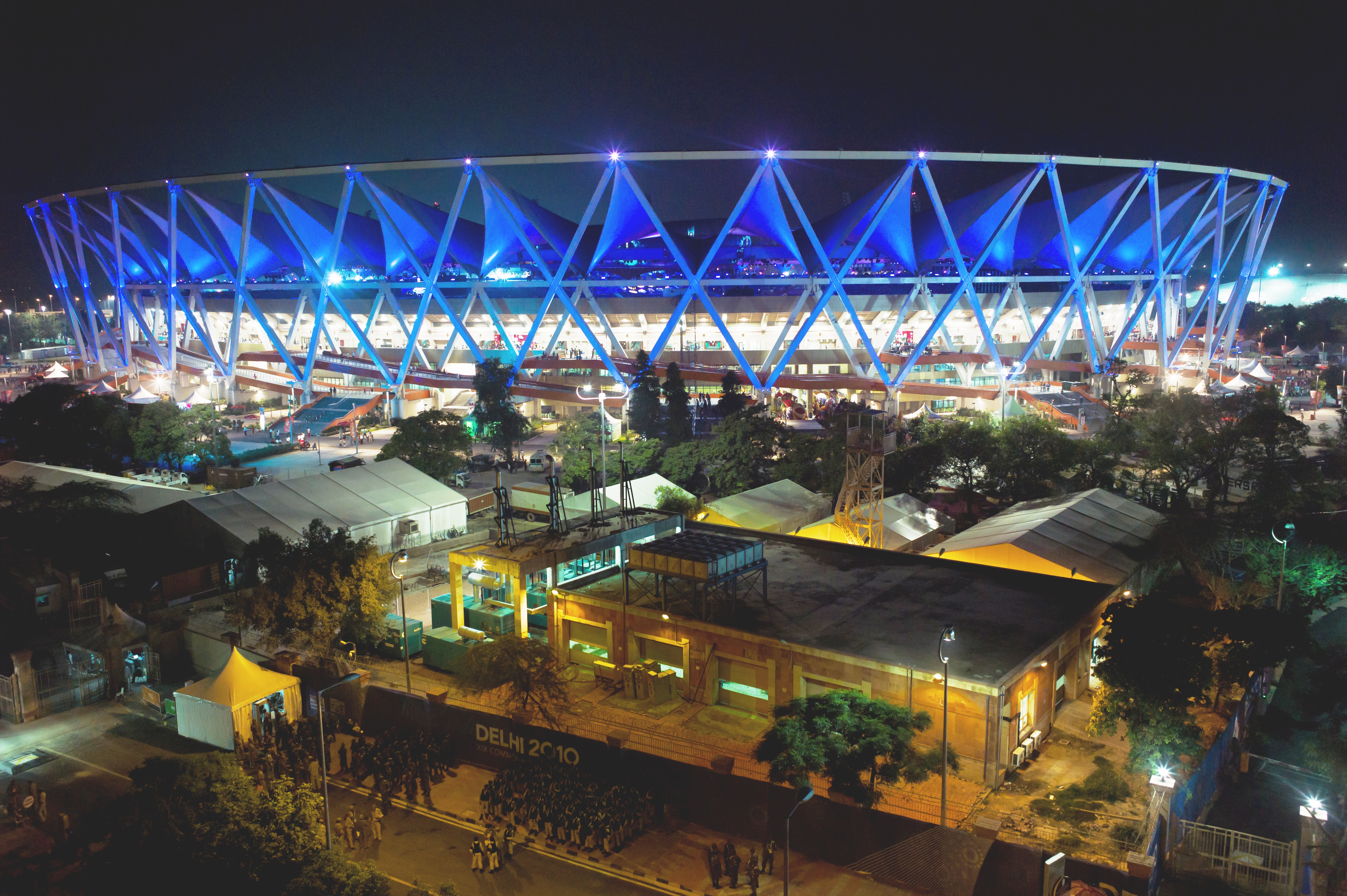
El estadio Jawaharlal Nehru de Nueva Delhi, donde se filmó una escena de batalla durante un torneo de fútbol.

Se iba a realizar un evento de lanzamiento oficial el 12 de diciembre de 2015, coincidiendo con el cumpleaños de Rajinikanth. Sin embargo, el equipo optó por evitar la publicidad como resultado de las inundaciones del sur de la India de 2015 . En cambio, el equipo realizó un evento de lanzamiento de bajo perfil en AVM Studios el 7 de diciembre, con la asistencia del director y los productores. Titulada 2.0, la película comenzó su primer rodaje programado el 16 de diciembre de 2015 en un plató erigido en las afueras de Chennai en EVP World. El primer día de la filmación, se filmó una escena en la que aparecían Rajinikanth y varios actores enanos en el plató erigido, mientras que el elenco y el equipo principal del equipo también se reunieron para una sesión de fotos. El primer programa de la película, compuesto por Rajinikanth y Amy Jackson, continuó en Chennai hasta el 30 de diciembre de 2015. Luego, el equipo trabajó en un segundo programa a mediados de enero de 2016 en Chennai y filmó escenas con Rajinikanth en Mohan Studios y Madras Boat Club . Shankar continuó filmando partes que no involucraban a los actores principales durante febrero de 2016 en Chennai, con una secuencia de persecución de automóviles filmada en Royapettah. Inicialmente se fijó otro horario para filmar una canción en el Salar de Uyuni en Bolivia, pero se canceló debido al mal tiempo y el equipo optó por no viajar al país.
Akshay comenzó a filmar la película en Chennai a principios de marzo de 2016 y participó en un programa realizado en el estudio EVP Film City en Chennai. Se construyó un decorado de una tienda de teléfonos móviles en el lugar, mientras que también se enlataron escenas nocturnas que involucraban equipos robóticos y tanques militares. Posteriormente, el equipo se mudó a Delhi para mantener un programa de cuarenta y cinco días, continuando desde las mismas escenas con tanques militares que se dispararon en Chennai. Posteriormente, el equipo filmó secuencias en el estadio Jawaharlal Nehru que mostraban un partido de la Superliga india entre Chennaiyin FC y Mumbai City FC, con cientos de artistas jóvenes reclutados para actuar como seguidores. Los actores Amitabh Bachchan y Abhishek Bachchan visitaron el set de la película en el estadio y los medios informaron que la pareja estaba lista para hacer cameos, aunque el equipo negó más tarde la afirmación. Luego, Rajinikanth se unió al equipo en Delhi a fines de marzo para continuar filmando el proyecto, y se filmaron las secuencias culminantes. Las escenas de acción que incorporaron equipos robóticos se filmaron a principios de abril en Delhi, y el director de fotografía Nirav Shah usó helicópteros para capturar secuencias que involucraban a los tres actores principales.
Otro programa de diez días tuvo lugar en mayo de 2016 en Chennai, con escenas rodadas en los estudios EVP Film City, así como en el centro comercial The Forum Vijaya . Durante la filmación en los estudios, el diseñador de efectos visuales Srinivas Mohan convirtió digitalmente una secuencia de pantalla verde en lugares que incluían el Fuerte Rojo y el Parlamento de Delhi después de que el equipo no pudiera obtener el permiso de filmación allí. Para junio de 2016, Shankar reveló que después de cien días de filmación, se habían completado escenas que incluían el clímax y dos secuencias de acción principales y que la película estaba completa en un cincuenta por ciento. Adil Hussain y Kalabhavan Shajohn comenzaron su trabajo en la película en julio de 2016 en Chennai, mientras que al resto del elenco se le dio un descanso prolongado después de que Rajinikanth se enfermara. La producción continuó durante agosto y principios de septiembre de 2016 sin los actores principales en Saligramam en Chennai, donde el equipo filmó secuencias de acción de autos de lujo que explotan. Tras su enfermedad y posterior recuperación, Rajinikanth volvió a los platós de la película a principios de octubre tras una pausa de casi cuatro meses. Filmó escenas junto a Amy Jackson en Chennai, donde apareció luchando contra enormes pájaros creados con tecnología animatrónica con el actor Riyaz Khan también uniéndose al elenco, pero finalmente no fue incluido en el elenco final de la película. Poco después de que terminara el cronograma a principios de octubre, Shankar reveló que la película estaba completa en dos tercios, después de ciento cincuenta días de rodaje.
Otro programa comenzó a principios de noviembre en EVP Film City en Chennai con todo el elenco principal y continuó durante todo el mes. Toda la filmación se completó a excepción de una canción que presentaba un escenario erigido en Chennai. El coreógrafo Bosco le dio a Jackson diez días de práctica. El rodaje se completó en agosto de 2017. La fotografía principal concluyó el 22 de octubre de 2017.

## Música
AR Rahman compuso la banda sonora y la partitura de la película, durante los trabajos de preproducción de la película, en diciembre de 2015. La grabación de las canciones se llevó a cabo durante casi cuatro años. En una entrevista con Archana Chandhok en Zee Tamil, Rajinikanth reveló que el director Shankar quería hacer 2.0 sin canciones. Sin embargo, Rahman todavía no estaba convencido y sintió que un álbum debería tener un mínimo de cuatro canciones para brindar a los oyentes una experiencia completa.
El 27 de octubre de 2017 se llevó a cabo un evento musical promocional de la película en Burj Al Arab, Dubái, a lo grande. Y el mismo día, se lanzaron dos pistas de la película, "Endhira Logathu Sundhariye" y "Rajaali", en tamil y versiones dobladas en telugu e hindi Madhan Karky y Na. Muthukumar proporcionó la letra de las canciones en tamil. La tercera pista, "Pullinangal", se incluyó en la parte del álbum de la banda sonora el 6 de noviembre de 2018.
La banda sonora de la película se lanzó el 29 de junio de 2019. La grabación de la partitura original comenzó en los estudios de Londres y Rahman en Los Ángeles en 2016. A diferencia de proyectos anteriores, Rahman comenzó a finalizar la partitura de fondo original seis meses antes del lanzamiento porque sintió que las escenas eran muy pesadas y necesitaba mucho trabajo.

## Comercialización y lanzamiento
En noviembre de 2016, se reveló que el lanzamiento de 2.0 estaba programado para Diwali el 18 de octubre de 2017. En abril de 2017, Raju Mahalingam, exproductor de la película, anunció que el estreno de la película se había pospuesto hasta el 25 de enero de 2018 citando una mejor incorporación de efectos visuales . La fecha de lanzamiento se trasladó más tarde al 14 de abril de 2018. La fecha de estreno se trasladó una vez más al 27 de abril de 2018, pero Kaala ocupó ese lugar, lo que provocó otro retraso de la película. El video de creación de la película se reveló el 25 de agosto de 2017. La película, que contiene aproximadamente 1,000 tomas de efectos visuales según los productores, se retrasó varias veces mientras numerosos estudios de efectos completaban el trabajo de imágenes generadas por computadora (CGI). La película finalmente estaba programada para estrenarse en los cines el 29 de noviembre de 2018.
El avance de 2.0 se lanzó en Ganesh Chaturti el 13 de septiembre de 2018, tanto en 3D como en 2D. La versión 3D fue recibida positivamente, mientras que algunos expresaron su decepción con la 2D. Su video teaser 2D ha sido visto más de 32 millones de veces en 24 horas. El tema de la película fue tendencia y las consultas más buscadas en Google Trends durante una semana. Pero el teaser no mencionó la fecha de lanzamiento. Según la fuente, "Puede que quede mucho trabajo de VFX en la película y no quieren retrasar demasiado las cosas. Esta es la razón por la que los creadores de Lyca Productions parecen haber sacado el adelanto para poder mantener ocupada a la audiencia". Además de su idioma original, la película se estrenará en otros 14 idiomas con versiones dobladas. La película ha recuperado aproximadamente ₹ 370 millones de rupias    de derechos satelitales, digitales y musicales. Esto incluye, pero no se limita a, aproximadamente ₹ 110 millones de rupias    por satélite y derechos digitales y ₹ 50 crore por derechos digitales, este último vendido a Amazon Prime Video .
Antes del estreno de la película, la Asociación de Operadores Celulares de la India (COAI) presentó una queja, exigiendo que se revocara el certificado de la película de la Junta Central de Certificación de Películas (CBFC) por "promover actitudes anticientíficas hacia los teléfonos móviles y las redes celulares". . La organización alegó que los productores "describieron falsamente los teléfonos móviles y las torres móviles como perjudiciales para los seres vivos y el medio ambiente, incluidos los pájaros y los seres humanos". Mientras tanto, un portavoz de Lyca Productions dijo: "No tenemos ninguna obligación de seguir las reglas y la película no busca ni difama [sic]   cualquiera."  Varios estudios en la India han demostrado que la radiación electromagnética de los sitios celulares tiene un efecto perjudicial en la salud de las aves. [lower-alpha 4]
En China, la película se estrenó el 6 de septiembre de 2019. Se dijo que HY Media la estrenó en 10 000 cines con 56 000 proyecciones, lo que incluye 47 000 proyecciones en 3D, que es el mayor estreno de una película india en el país en mayo de 2019, con doblaje en mandarín y subtítulos, pero el lanzamiento se retrasó hasta el 6 de septiembre de 2019 y se estrenó en unas 48 000 pantallas.  Una versión doblada en ruso de la película también se estrenará en Rusia el 25 de julio de 2019.

## Recepción

### Taquilla
2.0 se lanzó en aproximadamente 6900 pantallas en India y más de 2000 pantallas en el extranjero. En su día de apertura, 2.0 ganó alrededor ₹de rupias    recaudación bruta en India (todas las versiones), que fue la segunda más alta para una película india después de Baahubali 2: The Conclusion (2017) ₹ 154 crore    . Esto fue alrededor ₹ 64 millones de rupias netas . Su bruto mundial superó los ₹ millones de rupias   , que también fue la segunda recaudación mundial más alta para una película india en su primer día después de Baahubali 2 . En su segundo día, la película pasó a ser el número uno en la taquilla australiana. En Malasia, la película tuvo la apertura más alta de todos los tiempos para cualquier película tamil. En su segundo día, la película ganó alrededor de 45 ₹ millones de rupias netas en la India. El negocio de toda la India de 2.0 aumentó a ₹ 56–57 millones de rupias netas el sábado (el tercer día) debido al boca a boca positivo en el norte de la India, mientras que las recaudaciones en el sur de la India experimentaron una caída menor. Su total en toda la India aumentó a ₹ 165,5 millones de rupias netas. En su tercer día, la película ganó alrededor ₹de rupias    en todo el mundo en todos los idiomas, incluidos ₹ 85 millones de rupias    de los mercados extranjeros.
En la taquilla estadounidense, la película superó el negocio de por vida de la película anterior Lingaa (2014) de Rajinikanth en solo dos días. La película debutó en el número 11 en la taquilla estadounidense, ganando $ 4,09 millón. El recuento de pantallas se incrementó de 20 a 75 en Pakistán en su segundo día para satisfacer la demanda. 2.0 recaudó US $ 14,75 millones ( ₹ 1.03 mil millones) en los primeros cinco días en los mercados extranjeros. En su cuarto día, un domingo, el negocio se recuperó en India, lo que llevó a la película a acumular una recaudación de fin de semana de apertura de alrededor ₹de rupias , la mayor cantidad ganada por cualquier película en la semana del 29 de noviembre al 2 de diciembre, por delante de Animales fantásticos: los crímenes de Grindelwald (2018). Las recaudaciones en India, con descuento en el extranjero, fueron de 291 millones  ₹   bruto ( ₹ 229 crore nett) en todos los idiomas. Esto lo empujó por delante de Enthiran, que fue la película anterior más taquillera del cine tamil con una ganancia de ₹ 205 millones de rupias netas en la India. [lower-alpha 5] En su primer fin de semana de cuatro días, la película se estrenó en el número uno en la taquilla de los Emiratos Árabes Unidos, ganando $ 2.5 millones, por delante de Creed II (2018).
En su quinto día, la película ganó alrededor de 451 rupias. millones de rupias (56 dólares estadounidenses) millones) en todo el mundo en todos los idiomas, incluidos ₹ 114 millones de rupias (USD 16 millones) de los mercados internacionales. En el norte de la India, su versión hindi ganó alrededor de ₹ 111 millones de rupias (USD 16 millón). Junto con el negocio del sexto día de ₹ 24 millones de rupias netas, la película ganó ₹ 282,31 millones de rupias netas en la India. Hizo negocios discográficos en los estados de Tamil Nadu y Kerala, en el sur de la India. Al final de los siete días, la película ganó ₹de rupias  en todo el mundo, que incluía ₹ 362 millones de rupias  en India y US$15 millones ( ₹ 1.18 mil millones) en los mercados extranjeros. La recaudación mundial extendida de la primera semana fue ₹ 520 millones de rupias  .

### Respuesta crítica
En el sitio web del agregador de reseñas Rotten Tomatoes, el 55% de las reseñas de 20 críticos son positivas, con una calificación promedio de 5.5/10.

#### India
2.0 recibió críticas generalmente positivas de los críticos en India. La dirección, los efectos visuales, las actuaciones de Rajinikanth y Kumar, el suspenso y el mensaje social de Shankar recibieron elogios, mientras que la introducción, el guion y los diálogos generaron críticas. Taran Adarsh le dio a la película cinco estrellas de cinco y aplaudió a Shankar como "un visionario". . . Golpea la pelota fuera del parque esta vez. Akshay Kumar es fantástico, mientras que Rajinikanth es el jefe". Un crítico de Bollywood Hungama le otorgó cuatro estrellas y media de cinco y elogió de manera similar a Shankar: "[Su] dirección es muy efectiva y demuestra una vez más por qué es uno de nuestros mejores cineastas. No se deja abrumar por la tecnología disponible y hace un uso correcto de ella". S Subhakeerthana de The Indian Express le dio cuatro estrellas de cinco: "Shankar ha subido el listón en el cine en términos de visualización, grandeza y cada fotograma suyo te fascina como espectador". Ramesh Bala ' Business Today le dio cuatro estrellas de cinco, y encontró a Kumar como el centro de atención de la película: "Él ha sacudido tanto a Birdman como a un hombre normal en un flashback emocional".
Escribiendo para Hindustan Times, Raja Sen calificó 2.0 con tres estrellas y media de cinco, calificando a Rajinikanth como "más inteligente que un teléfono inteligente" y lo contó a él y a Kumar entre los puntos fuertes de la película. Un crítico del Indo-Asian News Service también otorgó tres estrellas y media de cinco y escribió: "A diferencia de la mayoría de las películas de ciencia ficción, 2.0 toma la ruta comercial para entretener, por lo que parece ilógico en algunos lugares, pero eso es lo que lo hace increíblemente divertido". Devesh Sharma de Filmfare también otorgó tres estrellas y media de cinco. M. Suganth de The Times of India le dio tres estrellas de cinco; afirmó que hay una sensación de "simplemente seguir los movimientos en la primera mitad", pero descubrió que las secuencias de acción y la química entre los protagonistas ayudaron a que la película fuera agradable durante la mayor parte de su tiempo de ejecución. Escribiendo para Film Companion, Anupama Chopra también le dio a la película tres estrellas de cinco: " 2.0 es visualmente abrumador, los efectos visuales son en su mayoría de primer nivel, pero el guión no ofrece la combinación perfecta de romance, drama y comedia [como el predecesor]".
Janani K, crítico de cine de India Today, le dio a 2.0 tres estrellas de cinco y apreció el tema de la película, pero sintió que podría presentarse mejor, y escribió: "Aunque es una gran necesidad [sic]   mensaje, podría haber sido explicado de una manera intrigante en lugar del tratamiento pedante que recibe". Rajeev Masand también le dio tres estrellas de cinco. Shubhra Gupta de The Indian Express le dio a la película dos estrellas de cinco, y la describió como "aburrida como el agua de una zanja en la primera mitad, animándose un poco en la segunda, con un Akshay Kumar a medio ver y un Rajinikanth entrando en su derecho propio hacia el final, por un rato". Pragati Saxena de National Herald estuvo de acuerdo con Gupta y criticó el ritmo y el aburrimiento de la película. Al escribir para News18, Rohit Vats también calificó con dos estrellas de cinco y criticó la escritura, opinando que "los personajes [de Shankar] no han evolucionado de la forma en que lo ha hecho el mundo que los rodea". Saibal Chatterjee de NDTV también otorgó dos estrellas de cinco y dijo: "Bunkum es bunkum sin importar cuán grandes sean los dólares". Ananda Vikatan calificó la película con 47 de 100.

#### Exterior
Simon Abrahams de RogerEbert.com le dio a la película tres estrellas y media de cuatro y dijo: "Contra toda razón, contra todo sentido común, 2.0 funciona, y de una manera grande, grande". Shilpa Jamkhandikar de Reuters escribió: "Esta película ciertamente tiene el aspecto y la sensación de una gran producción de Hollywood, y solo eso vale el precio de la entrada". Kumar Shyam de The National le dio tres estrellas y media de cinco y escribió: " 2.0 es un espectáculo muy inteligente que no debe perderse por su gran audacia y escala". Rafael Motamayor de Polygon escribió: "El mayor atractivo de 2.0 es su impresionante uso de efectos visuales, y la película no pierde un momento para mostrar su presupuesto". Sintió que "[los] efectos [fueron] lo suficientemente detallados como para resistir un éxito de taquilla estadounidense de $ 200 millones de dólares".
| Año  | Otorgar                        | Categoría                                         | Destinatario(s) y nominado(s)                                                                      | Resultado | Árbitro. |
| ---- | ------------------------------ | ------------------------------------------------- | -------------------------------------------------------------------------------------------------- | --------- | -------- |
| 2018 | Premios de cine Ananda Vikatan | Mejor director de fotografía                      | Nirav Shah                                                                                         | [ 126 ]   |          |
| 2018 | Premios de cine Ananda Vikatan | Mejor maquillador                                 | rowspan="" style="background-color:none;color:black; text-align:center; vertical-align:middle;" \| | [ 126 ]   |          |
| 2018 | Premios de cine Ananda Vikatan | Mejor animación y efectos visuales                | rowspan="" style="background-color:none;color:black; text-align:center; vertical-align:middle;" \| | [ 126 ]   |          |
| 2018 | Premios de cine Ananda Vikatan | Hablar de la ciudad                               | rowspan="" style="background-color:none;color:black; text-align:center; vertical-align:middle;" \| | [ 126 ]   |          |
| 2019 | Premios de cine asiático       | Mejores efectos visuales                          | rowspan="" style="background-color:none;color:black; text-align:center; vertical-align:middle;" \| |           |          |
| 2019 | Premios de cine asiático       | Mejor sonido                                      | rowspan="" style="background-color:none;color:black; text-align:center; vertical-align:middle;" \| |           |          |
| 2019 | 64th Filmfare Awards Sur       | Premio Filmfare al Mejor Actor de Reparto - Tamil | rowspan="" style="background-color:none;color:black; text-align:center; vertical-align:middle;" \| |           |          |